# Canoraft
Le canoraft (cano-raft) ou canoë-raft ou mini-raft ou hot-dog est un type d'embarcation gonflable, hybride entre le raft, le canoë ou le kayak, propulsé typiquement avec des pagaies doubles, destiné à la navigation en rivière ou en eau vive. 
Le canoraft permet généralement à une, deux ou trois personnes d'y prendre place. 

## Histoire
La terme « canoraft » a été inventé par Pierre Dendaletche, professionnel du rafting dans les Pyrénées à partir de 1989. Pierre Dendaletche a commencé sa première saison de raft avec Léo Lagrange à Pau en 1989 et il créa ensuite l’entreprise « Ur Ederra rafting » au Pays Basque avec Alain Artigues.
Le nom vient tout simplement de la forme d’un canoë de l’embarcation et la construction d’un raft (gonflable, auto-videur et insubmersible).
L’article Antoine Marsac, « La structuration du marché des sports d’eau vive dans les Alpes françaises » publié en 2013 situe l’avènement du cano-raft en 1990. 

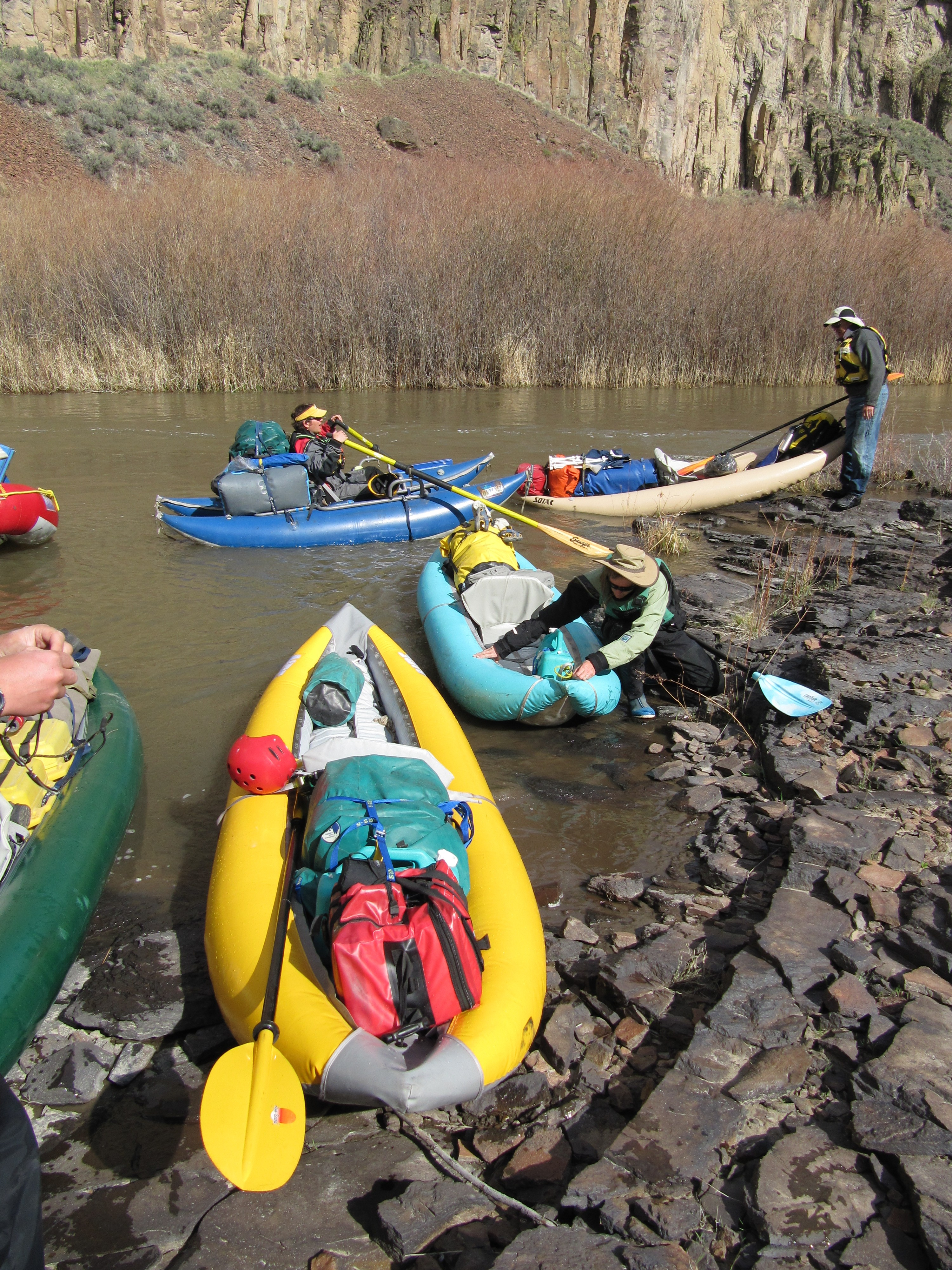
Canorafts